# Phil Takahashi
Philip „Phil“ Masato Takahashi (geboren am 12. Juni 1957 in Toronto; gestorben am 15. Juni 2020 in Ottawa) war ein kanadischer Judoka. 1981 war er Weltmeisterschaftsdritter, zweimal war er Dritter bei den Panamerikanischen Spielen.

## Sportliche Karriere
Der 1,57 m große Phil Takahashi kämpfte im Superleichtgewicht, der Gewichtsklasse bis 60 Kilogramm. Er war zehnmal kanadischer Meister in dieser Gewichtsklasse: 1977, von 1979 bis 1986 und 1988. Bei den Panamerikanischen Spielen 1979 in San Juan gewann er mit Bronze seine erste internationale Medaille. Bei den Weltmeisterschaften 1979 schied er im Achtelfinale gegen den Südkoreaner Gwak U-jong aus. 1980 siegte er bei den Panamerikanischen Meisterschaften. An den Olympischen Spielen 1980 in Moskau konnte er wegen des Olympiaboykotts nicht teilnehmen.
Bei den Weltmeisterschaften 1981 in Maastricht erreichte Takahashi mit einem Sieg über den Briten Gavin Bell das Halbfinale. Nach einer Niederlage gegen Pavel Petřikov aus der Tschechoslowakei besiegte er im Kampf um eine Bronzemedaille den Franzosen Eric Maurel. 1982 belegte Takahashi den dritten Platz bei den Weltmeisterschaften der Studierenden. Bei den Panamerikanischen Meisterschaften gewann er 1982 wie zwei Jahre zuvor den Titel. 1983 erkämpfte er wie 1979 eine Bronzemedaille bei den Panamerikanischen Spielen. Bei den Weltmeisterschaften in Moskau schied er im Achtelfinale gegen Ed Liddie aus den Vereinigten Staaten aus. 1984 bei den Olympischen Spielen in Los Angeles schied er in seinem Auftaktkampf gegen den Brasilianer Luiz Shinohara durch Schiedsrichterentscheid (yusei-gachi) aus.
1985 schied Phil Takahashi bei den Weltmeisterschaften in Seoul im Achtelfinale gegen Chasret Tlezeri aus der Sowjetunion aus. Bei den Commonwealth Games 1986 in Edinburgh gewann Takahashi eine Bronzemedaille. Zwei Jahre später nahm er zum Abschluss seiner Karriere an den Olympischen Spielen 1988 in Seoul teil. In seinem Auftaktkampf unterlag er dem Algerier Ali Idir nach 1:33 Minuten.
Phil Takahashi stammte aus einer Familie, in der sich viele den Kampfsportarten verschrieben hatten, seine Eltern waren Träger des achten, bzw. sechsten Dan. Sein Bruder Ray Takahashi nahm als Ringer an Olympischen Spielen teil. Nach seiner Karriere war Phil Takahashi als Judotrainer in Saskatchewan tätig, bevor er nach Ottawa heimkehrte und am familieneigenen Takahashi Dojo lehrte. Der Träger des siebten Dan verstarb mit 63 Jahren an einer Krebserkrankung.